# Fides et ratio
Fides et ratio est l'incipit de l'encyclique publiée le 14 septembre 1998 par le pape Jean-Paul II sur les rapports entre foi et raison. L'intégralité de la phrase introductive est la suivante :

« Fides et ratio binæ quasi pennæ videntur quibus veritatis ad contemplationem hominis attollitur animus. »

« La foi et la raison sont comme deux ailes qui permettent à l'esprit humain de s'élever vers la contemplation de la vérité. »

Cette encyclique définit les relations entre la foi et la raison sur le plan de la philosophie chrétienne.
- Elle met à jour l'enseignement de l'Église qui, au XIXe siècle, n'avait peut-être pas la même puissance pédagogique.
- Elle se situe dans une perspective historique très large, puisqu'elle embrasse les grands mouvements de l'histoire et de la philosophie occidentales dans le courant du IIe millénaire.
- Elle rappelle le rôle prééminent de saint Thomas d'Aquin et des autres auteurs scolastiques, qui ont su réconcilier la philosophie d'Aristote avec la pensée chrétienne au XIIIe siècle, et accorde une grande importance à la réflexion spéculative et à la métaphysique.

## Contexte
L'encyclique Fides et ratio est la dernière encyclique parue au XXe siècle. Elle expose la position de l'Église sur la philosophie.
Écrite juste avant l'an 2000, elle cherche à éclairer les hommes sur les différents courants philosophiques qui ont traversé les sociétés occidentales lors des derniers siècles, particulièrement les courants de l'humanisme athée, pour reprendre l'expression du jésuite Henri de Lubac.
Elle indique des pistes nouvelles pour le IIIe millénaire.

## Plan de l'encyclique

### Introduction - «Connais-toi toi-même»
L'encyclique dresse le constat que les philosophies modernes se sont concentrées sur la connaissance humaine, en se détournant de la question de Dieu et du sens ultime de l'existence humaine :
« Par fausse modestie, on se contente de vérités partielles et provisoires, sans plus chercher à poser des questions radicales sur le sens et sur le fondement ultime de la vie humaine, personnelle et sociale. En somme, on a perdu l'espérance de pouvoir recevoir de la philosophie des réponses définitives à ces questions. » (§5)

### Chapitre I - La révélation de la sagesse de Dieu

#### Jésus révèle le Père
« Au point de départ de toute réflexion que l'Église entreprend, il y a la conscience d'être dépositaire d'un message qui a son origine en Dieu même. La connaissance qu'elle propose à l'homme ne lui vient pas de sa propre spéculation, mais du fait d'avoir accueilli la parole de Dieu dans la foi »
Puis, Jean-Paul II rappelle que le Concile Vatican I a voulu l'intelligence de la foi, dans la suite de la Tradition de l'Église.

#### La raison devant le mystère
La Révélation demeure empreinte de mystère, rappelle l'encyclique. "Certes, par toute sa vie, Jésus révèle le visage du Père, puisqu'il est venu pour faire connaître les profondeurs de Dieu ; (13) et pourtant la connaissance que nous avons de ce visage est toujours marquée par un caractère fragmentaire et par les limites de notre intelligence. Seule la foi permet de pénétrer le mystère, dont elle favorise une compréhension cohérente."
"Le Dieu qui se fait connaître dans l'autorité de sa transcendance absolue apporte aussi des motifs pour la crédibilité de ce qu'il révèle. Par la foi, l'homme donne son assentiment à ce témoignage divin." "L'intelligence et la volonté s'exercent au maximum de leur nature spirituelle pour permettre au sujet d'accomplir un acte dans lequel la liberté personnelle est pleinement vécue." dit le Pape en rappelant le Concile Vatican I. Et de rajouter "Et c'est même la foi qui permet à chacun d'exprimer au mieux sa liberté. Autrement dit, la liberté ne se réalise pas dans les choix qui sont contre Dieu. Comment, en effet, le refus de s'ouvrir vers ce qui permet la réalisation de soi-même pourrait-il être considéré comme un usage authentique de la liberté ?"
"Les signes présents dans la Révélation viennent aussi en aide à la raison qui cherche l'intelligence du mystère." explique le Saint-Père. "On est renvoyé là, d'une certaine façon, à la perspective sacramentelle de la Révélation et, en particulier, au signe eucharistique dans lequel l'unité indivisible entre la réalité et sa signification permet de saisir la profondeur du mystère."
"En somme, la connaissance de foi n'annule pas le mystère ; elle ne fait que le rendre plus évident et le manifester comme un fait essentiel pour la vie de l'homme : le Christ Seigneur, « dans la révélation même du mystère du Père et de son amour, manifeste pleinement l'homme à lui-même et lui dévoile sa plus haute vocation », qui est de participer au mystère de la vie trinitaire de Dieu."

### Chapitre II - Credo ut intellegam

#### «La sagesse sait et comprend tout» (Sg (9, 11))
Le pape commence par dire que « La profondeur du lien entre la connaissance par la foi et la connaissance par la raison est déjà exprimée dans la Sainte Écriture en des termes d'une clarté étonnante. » Et « Ce qui frappe dans la lecture faite sans préjugés de ces pages de l'Écriture est le fait que dans ces textes se trouvent contenus non seulement la foi d'Israël, mais aussi le trésor de civilisations et de cultures maintenant disparues. Pour ainsi dire, dans un dessein déterminé, l'Égypte et la Mésopotamie font entendre de nouveau leur voix et font revivre certains traits communs des cultures de l'Orient ancien dans ces pages riches d'intuitions particulièrement profondes. »
« Ce n'est pas un hasard si, au moment où l'auteur sacré veut décrire l'homme sage, il le dépeint comme celui qui aime et recherche la vérité : « Heureux l'homme qui médite sur la sagesse et qui raisonne avec intelligence, qui réfléchit dans son cœur sur les voies de la sagesse et qui s'applique à ses secrets. Il la poursuit comme le chasseur, il est aux aguets sur sa piste ; il se penche à ses fenêtres et écoute à ses portes ; il se poste tout près de sa demeure et fixe un pieu dans ses murailles ; il dresse sa tente à proximité et s'établit dans une retraite de bonheur ; il place ses enfants sous sa protection et sous ses rameaux il trouve un abri; sous son ombre il est protégé de la chaleur et il s'établit dans sa gloire » »
« Il ne peut donc exister aucune compétitivité entre la raison et la foi: l'une s'intègre à l'autre, et chacune a son propre champ d'action. C'est encore le livre des Proverbes qui oriente dans cette direction quand il s'exclame : « C'est la gloire de Dieu de celer une chose, c'est la gloire des rois de la scruter » »
« Nous pouvons donc dire que, par sa réflexion, Israël a su ouvrir à la raison la voie vers le mystère. » Et « À partir de cette forme plus profonde de connaissance, le peuple élu a compris que la raison doit respecter certaines règles fondamentales pour pouvoir exprimer au mieux sa nature. Une première règle consiste à tenir compte du fait que la connaissance de l'homme est un chemin qui n'a aucun répit ; la deuxième naît de la conscience que l'on ne peut s'engager sur une telle route avec l'orgueil de celui qui pense que tout est le fruit d'une conquête personnelle ; une troisième règle est fondée sur la « crainte de Dieu », dont la raison doit reconnaître la souveraine transcendance et en même temps l'amour prévoyant dans le gouvernement du monde. »
« Quand il s'éloigne de ces règles, l'homme s'expose au risque de l'échec et finit par se trouver dans la condition de l'« insensé ». Dans la Bible, cette stupidité comporte une menace pour la vie ; l'insensé en effet s'imagine connaître beaucoup de choses, mais en réalité il n'est pas capable de fixer son regard sur ce qui est essentiel. »

#### «Acquiers la sagesse, acquiers l'intelligence» (Pr 4, 5)
Jean-Paul II commence par dire : « La connaissance, pour l'Ancien Testament, ne se fonde pas seulement sur une observation attentive de l'homme, du monde et de l'histoire. Elle suppose nécessairement un rapport avec la foi et avec le contenu de la Révélation. » Plus loin : « En réfléchissant sur sa condition, l'homme biblique a découvert qu'il ne pouvait pas se comprendre sinon comme un « être en relation » : avec lui-même, avec le peuple, avec le monde et avec Dieu. Cette ouverture au mystère, qui lui venait de la Révélation, a finalement été pour lui la source d'une vraie connaissance, qui a permis à sa raison de s'engager dans des domaines infinis, ce qui lui donnait une possibilité de compréhension jusqu'alors inespérée. »
Ensuite : « Pour l'auteur sacré, l'effort de la recherche n'était pas exempt de la peine due à l'affrontement aux limites de la raison. » Et : « Cependant, malgré la peine, le croyant ne cède pas. La force pour continuer son chemin vers la vérité lui vient de la certitude que Dieu l'a créé comme un « explorateur » (cf. Qo 1, 13), dont la mission est de ne renoncer à aucune recherche, malgré la tentation continuelle du doute. En s'appuyant sur Dieu, il reste tourné, toujours et partout, vers ce qui est beau, bon et vrai. »
Le Pape explique que « Saint Paul, dans le premier chapitre de sa Lettre aux Romains, nous aide à mieux apprécier à quel point la réflexion des Livres sapientiaux est pénétrante. Développant une argumentation philosophique dans un langage populaire, l'Apôtre exprime une vérité profonde : à travers le créé, les « yeux de l'esprit » peuvent arriver à connaître Dieu. Celui-ci en effet, par l'intermédiaire des créatures, laisse pressentir sa « puissance » et sa « divinité » à la raison (cf. Rm 1, 20). On reconnaît donc à la raison de l'homme une capacité qui semble presque dépasser ses propres limites naturelles : non seulement elle n'est pas confinée dans la connaissance sensorielle, puisqu'elle peut y réfléchir de manière critique, mais, en argumentant sur les données des sens, elle peut aussi atteindre la cause qui est à l'origine de toute réalité sensible. Dans une terminologie philosophique, on pourrait dire que cet important texte paulinien affirme la capacité métaphysique de l'homme. » Et que « Selon l'Apôtre, dans le projet originel de la création était prévue la capacité de la raison de dépasser facilement le donné sensible, de façon à atteindre l'origine même de toute chose, le Créateur. À la suite de la désobéissance par laquelle l'homme a choisi de se placer lui-même en pleine et absolue autonomie par rapport à Celui qui l'avait créé, la possibilité de remonter facilement à Dieu créateur a disparu. » Puis que « Le Livre de la Genèse décrit de manière très expressive cette condition de l'homme, quand il relate que Dieu le plaça dans le jardin d'Eden, au centre duquel était situé « l'arbre de la connaissance du bien et du mal » (2, 17). »
Le pape avertit : « Par conséquent, le rapport du chrétien avec la philosophie demande un discernement radical. Dans le Nouveau Testament, surtout dans les Lettres de saint Paul, un point ressort avec une grande clarté : l'opposition entre « la sagesse de ce monde » et la sagesse de Dieu révélée en Jésus Christ. La profondeur de la sagesse révélée rompt le cercle de nos schémas habituels de réflexion, qui ne sont pas du tout en mesure de l'exprimer de façon appropriée. » Puis vient la réflexion sur le sacré et le profane : « Le commencement de la première Lettre aux Corinthiens pose radicalement ce dilemme. Le Fils de Dieu crucifié est l'événement historique contre lequel se brise toute tentative de l'esprit pour construire sur des argumentations seulement humaines une justification suffisante du sens de l'existence. Le vrai point central, qui défie toute philosophie, est la mort en croix de Jésus Christ. Ici, en effet, toute tentative de réduire le plan salvifique du Père à une pure logique humaine est vouée à l'échec. « Où est-il, le sage ? Où est-il, l'homme cultivé ? Où est-il, le raisonneur de ce siècle ? Dieu n'a-t-il pas frappé de folie la sagesse du monde ? » (1 Co 1, 20), se demande l'Apôtre avec emphase. Pour ce que Dieu veut réaliser, la seule sagesse de l'homme sage n'est plus suffisante ; c'est un passage décisif vers l'accueil d'une nouveauté radicale qui est demandé : « Ce qu'il y a de fou dans le monde, voilà ce que Dieu a choisi pour confondre les sages ; [...] ce qui dans le monde est sans naissance et ce que l'on méprise, voilà ce que Dieu a choisi ; ce qui n'est pas, pour réduire à rien ce qui est » (1 Co 1, 27-28). La sagesse de l'homme refuse de voir dans sa faiblesse la condition de sa force; mais saint Paul n'hésite pas à affirmer : « Lorsque je suis faible, c'est alors que je suis fort » (2 Co 12, 10). L'homme ne réussit pas à comprendre comment la mort peut être source de vie et d'amour, mais, pour révéler le mystère de son dessein de salut, Dieu a choisi justement ce que la raison considère comme « folie » et « scandale ». Paul, parlant le langage des philosophes ses contemporains, atteint le sommet de son enseignement ainsi que du paradoxe qu'il veut exprimer : Dieu a choisi dans le monde ce qui n'est pas, pour réduire à rien ce qui est (cf. 1 Co 1, 28). » Et Jean-Paul II de rajouter : « La raison ne peut pas vider le mystère d'amour que la Croix représente, tandis que la Croix peut donner à la raison la réponse ultime qu'elle cherche. »

### Chapitre III - Intellego ut credam

#### Avancer dans la recherche de la vérité
« L'évangéliste Luc rapporte dans les Actes des Apôtres que, durant ses voyages missionnaires, Paul arriva à Athènes. La cité des philosophes était remplie de statues représentant différentes idoles. Un autel frappa son attention et, saisissant aussitôt cette occasion, il définit un point de départ commun pour lancer l'annonce du kérygme : « Athéniens — dit-il —, à tous égards vous êtes, je le vois, les plus religieux des hommes. Parcourant en effet votre ville et considérant vos monuments sacrés, j'ai trouvé jusqu'à un autel avec l'inscription : « Au dieu inconnu ». Eh bien ! ce que vous adorez sans le connaître, je viens, moi, vous l'annoncer » (Ac 17, 22-23). À partir de là, saint Paul parle de Dieu comme créateur, comme de Celui qui transcende toute chose et qui donne la vie à tout. Il continue ensuite son discours ainsi : « Si d'un principe unique il a fait tout le genre humain pour qu'il habite sur toute la face de la terre, s'il a fixé des temps déterminés et les limites de l'habitat des hommes, c'était afin qu'ils cherchent la divinité pour l'atteindre, si possible, comme à tâtons et la trouver; aussi bien n'est-elle pas loin de chacun de nous » (Ac 17, 26-27).
L'Apôtre met en lumière une vérité dont l'Église a toujours fait son profit : au plus profond du cœur de l'homme sont semés le désir et la nostalgie de Dieu. La liturgie du Vendredi saint le rappelle aussi avec force quand, invitant à prier pour ceux qui ne croient pas, elle nous fait dire : « Dieu éternel et tout-puissant, toi qui as créé les hommes pour qu'ils te cherchent de tout leur cœur et que leur cœur s'apaise en te trouvant ». (22) Il y a donc un chemin que l'homme peut parcourir s'il le veut ; il part de la capacité de la raison de s'élever au-dessus de ce qui est contingent pour s'élancer vers l'infini.
De plusieurs façons et en des temps différents, l'homme a montré qu'il sait exprimer cet intime désir. La littérature, la musique, la peinture, la sculpture, l'architecture et tous les autres produits de son intelligence créatrice sont devenus des canaux par lesquels il exprime les aspirations de sa recherche. La philosophie, de façon particulière, a épousé ce mouvement et a exprimé, avec ses moyens et selon les modalités scientifiques qui lui sont propres, ce désir universel de l'homme. »

#### Les différents visages de la vérité de l'homme
Un avertissement : « Il faut reconnaître que la recherche de la vérité ne se présente pas toujours avec une telle transparence et une telle cohérence. La nature limitée de la raison et l'inconstance du cœur obscurcissent et dévient souvent la recherche personnelle. D'autres intérêts d'ordres divers peuvent étouffer la vérité. Il arrive aussi que l'homme l'évite absolument, dès qu'il commence à l'entrevoir, parce qu'il en craint les exigences. »

### Chapitre IV - Les rapports entre la foi et la raison

#### Les étapes significatives de la rencontre entre la foi et la raison
L'encyclique rappelle le travail d'appropriation par l'Occident, aux XIIe et XIIIe siècles, de la philosophie d'Aristote (§ 39), l'un des plus grands philosophes de la Grèce antique.
Dans la théologie scolastique, le rôle de la raison éduquée par la philosophie devient considérable, sous la poussée de l'interprétation anselmienne de l'intellectus fidei. Pour le saint archevêque de Cantorbéry, la priorité de la foi ne s'oppose pas à la recherche propre à la raison. Celle-ci, en effet, n'est pas appelée à exprimer un jugement sur le contenu de la foi ; elle en serait incapable, parce qu'elle n'est pas apte à cela. Sa tâche est plutôt de savoir trouver un sens, de découvrir des raisons qui permettent à tous de parvenir à une certaine intelligence du contenu de la foi (§ 42).

#### La constante nouveauté de la pensée de saint Thomas d'Aquin
L'encyclique rappelle que la foi et la raison ont fait l'objet d'études approfondies par saint Thomas d'Aquin au XIIIe siècle, notamment dans sa somme théologique.

#### Le drame de la séparation entre la foi et la raison
L'encyclique constate le drame de la séparation de la foi et de la raison depuis la fin du Moyen Âge :
« Dans le cadre de la recherche scientifique, on en est venu à imposer une mentalité positiviste qui s'est non seulement éloignée de toute référence à la vision chrétienne du monde, mais qui a aussi et surtout laissé de côté toute référence à une conception métaphysique et morale. En conséquence, certains hommes de science, privés de tout repère éthique, risquent de ne plus avoir comme centres d'intérêt la personne et l'ensemble de sa vie. De plus, certains d'entre eux, conscients des potentialités intérieures au progrès technologique, semblent céder, plus qu'à la logique du marché, à la tentation d'un pouvoir démiurgique sur la nature et sur l'être humain lui-même. » (§ 46)

### Chapitre V - Les interventions du Magistère dans le domaine philosophique

#### Le discernement du Magistère comme diaconie de la vérité
Tout d'abord, le pape tord le cou à une idée reçue : citant l'encyclique de son prédécesseur Pie XII Humani generis, il dit « L'Église ne propose pas sa propre philosophie ni ne canonise une quelconque philosophie particulière au détriment des autres. ». Puis, justifie cette position « La raison profonde de cette réserve réside dans le fait que la philosophie, même quand elle entre en relation avec la théologie, doit procéder selon ses méthodes et ses règles ; autrement, il n'y aurait pas de garantie qu'elle reste tournée vers la vérité et qu'elle y tende grâce à une démarche rationnellement vérifiable. ». Ensuite, il ajoute « l'histoire a fait apparaître les déviations et les erreurs dans lesquelles la pensée philosophique, surtout la pensée moderne, est fréquemment tombée ». Précisant à nouveau « Ce n'est ni la tâche ni la compétence du Magistère d'intervenir pour combler les lacunes d'un discours philosophique déficient. Il est de son devoir au contraire de réagir de manière claire et forte lorsque des thèses philosophiques discutables menacent la juste compréhension du donné révélé et quand on diffuse des théories fausses et partisanes qui répandent de graves erreurs, troublant la simplicité et la pureté de la foi du peuple de Dieu. ».
S'inspirant des deux conciles du Vatican, le pape estime que « Le Magistère ecclésiastique peut donc et doit exercer avec autorité, à la lumière de la foi, son propre discernement critique sur les philosophies et sur les affirmations qui sont en opposition avec la doctrine chrétienne. ». Plus loin, il dit « Ce discernement ne doit donc pas être entendu premièrement dans un sens négatif, comme si l'intention du Magistère était d'éliminer ou de réduire toute médiation possible. Au contraire, ses interventions sont destinées en premier lieu à stimuler, à promouvoir et à encourager la pensée philosophique. D'autre part, les philosophes sont les premiers à comprendre l'exigence de l'autocritique et de la correction d'éventuelles erreurs, ainsi que la nécessité de dépasser les limites trop étroites dans lesquelles leur réflexion s'est forgée. De manière particulière, il faut considérer que la vérité est une, bien que ses expressions portent l'empreinte de l'histoire et, plus encore, qu'elles soient l'œuvre d'une raison humaine blessée et affaiblie par le péché. De là, il résulte qu'aucune forme historique de la philosophie ne peut légitimement prétendre embrasser la totalité de la vérité, ni être l'explication plénière de l'être humain, du monde et du rapport de l'homme avec Dieu. » puis « Et aujourd'hui, à cause de la multiplication des systèmes, des méthodes, des concepts et des argumentations philosophiques souvent extrêmement détaillées, un discernement critique à la lumière de la foi s'impose avec une plus grande urgence. Ce discernement n'est pas aisé, car, s'il est déjà difficile de reconnaître les capacités natives et inaliénables de la raison, avec ses limites constitutives et historiques, il est parfois encore plus problématique de discerner ce que les propositions philosophiques particulières offrent de valable et de fécond, du point de vue de la foi, et ce que, à l'inverse, elles présentent de dangereux et d'erroné. L'Église sait de toute façon que les « trésors de la sagesse et de la connaissance » sont cachés dans le Christ (Col 2, 3); c'est pourquoi elle intervient en stimulant la réflexion philosophique, afin que ne se ferme pas la voie qui conduit à la reconnaissance du mystère. »
De plus « Ce n'est pas seulement un fait récent que le Magistère intervienne pour exprimer sa pensée en ce qui concerne des doctrines philosophiques déterminées. A titre d'exemple, il suffit de rappeler, au cours des siècles, les déclarations à propos des théories qui soutenaient la préexistence des âmes, ou encore à propos des diverses formes d'idolâtrie et d'ésotérisme superstitieux, contenues dans des thèses d'astrologie, sans oublier les textes plus systématiques contre certaines thèses de l'averroïsme latin, incompatibles avec la foi chrétienne. » « Si la parole du Magistère s'est fait entendre plus souvent à partir du milieu du siècle dernier, c'est parce que, au cours de cette période, de nombreux catholiques se sont reconnu le devoir d'opposer leur propre philosophie aux courants variés de la pensée moderne. À ce point, il devenait nécessaire pour le Magistère de l'Église de veiller à ce que ces philosophies ne dévient pas, à leur tour, dans des formes erronées et négatives. Furent ainsi censurées parallèlement : d'une part, le fidéisme et le traditionalisme radical, pour leur défiance à l'égard des capacités naturelles de la raison ; d'autre part, le rationalisme et l'ontologisme, car ils attribuaient à la raison naturelle ce qui est connaissable uniquement à la lumière de la foi. Le contenu positif de ce débat fit l'objet d'un exposé organique dans la Constitution dogmatique Dei Filius, par laquelle, pour la première fois, un Concile œcuménique, Vatican I, intervenait solennellement sur les relations entre la raison et la foi. L'enseignement de ce texte donna une impulsion forte et positive à la recherche philosophique de nombreux croyants et il constitue encore aujourd'hui une référence et une norme pour une réflexion chrétienne correcte et cohérente dans ce domaine particulier. »
« Les déclarations du Magistère, plus que de thèses philosophiques particulières, se sont préoccupées de la nécessité de la connaissance rationnelle et donc en dernier ressort de l'approche philosophique pour l'intelligence de la foi. » « Contre toute forme de rationalisme, il fallait donc affirmer la distinction entre les mystères de la foi et les découvertes philosophiques, ainsi que la transcendance et l'antériorité des premiers par rapport aux secondes ; d'autre part, contre les tentations fidéistes, il était nécessaire que soit réaffirmée l'unité de la vérité et donc aussi la contribution positive que la connaissance rationnelle peut et doit apporter à la connaissance de foi : « Mais, bien que la foi soit au-dessus de la raison, il ne peut jamais y avoir de vrai désaccord entre la foi et la raison, étant donné que c'est le même Dieu qui révèle les mystères et communique la foi, et qui fait descendre dans l'esprit humain la lumière de la raison : Dieu ne pourrait se nier lui-même ni le vrai contredire jamais le vrai ». » dit le Concile Vatican I.
« Dans notre siècle aussi, le Magistère est revenu à plusieurs reprises sur ce sujet, mettant en garde contre la tentation rationaliste. C'est sur cet arrière-fond que l'on doit situer les interventions du pape saint Pie X, qui mit en relief le fait que, à la base du modernisme, il y avait des assertions philosophiques d'orientation phénoméniste, agnostique et immanentiste. On ne peut pas oublier non plus l'importance qu'eut le refus catholique de la philosophie marxiste et du communisme athée.
Le pape Pie XII à son tour fit entendre sa voix quand, dans l'encyclique Humani generis, il mit en garde contre des interprétations erronées, liées aux thèses de l'évolutionnisme, de l'existentialisme et de l'historicisme. Il précisait que ces thèses n'avaient pas été élaborées et n'étaient pas proposées par des théologiens, et qu'elles avaient leur origine « en dehors du bercail du Christ » ; il ajoutait aussi que de telles déviations n'étaient pas simplement à rejeter, mais étaient à examiner de manière critique : « Les théologiens et les philosophes catholiques, qui ont la lourde charge de défendre la vérité humaine et divine, et de la faire pénétrer dans les esprits humains, ne peuvent ni ignorer ni négliger ces systèmes qui s'écartent plus ou moins de la voie droite. Bien plus, ils doivent bien les connaître, d'abord parce que les maux ne se soignent bien que s'ils sont préalablement bien connus, ensuite parce qu'il se cache parfois dans des affirmations fausses elles-mêmes un élément de vérité, enfin parce que ces mêmes affirmations invitent l'esprit à scruter et à considérer plus soigneusement certaines vérités philosophiques et théologiques ».
Plus récemment, la Congrégation pour la Doctrine de la Foi, accomplissant sa tâche spécifique au service du Magistère universel du Pontife romain, a dû intervenir aussi pour rappeler le danger que comporte l'acceptation non critique, de la part de certains théologiens de la libération, de thèses et de méthodologies issues du marxisme.
Le passage qui suit est important « Si nous considérons notre situation actuelle, nous voyons que les problèmes du passé reviennent, mais sous de nouvelles formes. Il ne s'agit plus seulement de questions qui intéressent des personnes particulières ou des groupes, mais de convictions diffuses dans le milieu ambiant, au point de devenir en quelque sorte une mentalité commune. Il en va ainsi, par exemple, de la défiance radicale envers la raison que révèlent les plus récents développements de nombreuses études philosophiques. De plusieurs côtés, on a entendu parler, à ce propos, de « fin de la métaphysique » : on veut que la philosophie se contente de tâches plus modestes, à savoir la seule interprétation des faits, la seule recherche sur des champs déterminés du savoir humain ou sur ses structures. Dans la théologie elle-même, les tentations du passé refont surface. Dans certaines théologies contemporaines par exemple, se développe de nouveau une forme de rationalisme, surtout quand des assertions retenues philosophiquement fondées sont considérées comme des normes pour la recherche théologique. Cela arrive avant tout quand le théologien, par manque de compétence philosophique, se laisse conditionner de manière acritique par des affirmations qui font désormais partie du langage et de la culture courants, mais dépourvues de base rationnelle suffisante. »
On rencontre aussi des dangers de repliement sur le fidéisme, qui ne reconnaît pas l'importance de la connaissance rationnelle et du discours philosophique pour l'intelligence de la foi, plus encore pour la possibilité même de croire en Dieu. Une expression aujourd'hui répandue de cette tendance fidéiste est le « biblicisme », qui tend à faire de la lecture de l'Écriture Sainte ou de son exégèse l'unique point de référence véridique. Il arrive ainsi que la parole de Dieu s'identifie avec la seule Écriture Sainte, rendant vaine de cette manière la doctrine de l'Église que le Concile œcuménique Vatican II a confirmée expressément. Après avoir rappelé que la parole de Dieu est présente à la fois dans les textes sacrés et dans la Tradition, la Constitution Dei Verbum affirme avec force : « La sainte Tradition et la sainte Écriture constituent un unique dépôt sacré de la parole de Dieu, confié à l'Église ; en y adhérant, le peuple saint tout entier uni à ses pasteurs ne cesse de rester fidèlement attaché à l'enseignement des Apôtres ». Cependant, pour l'Église, la sainte Écriture n'est pas la seule référence. En effet, la « règle suprême de sa foi » lui vient de l'unité que l'Esprit a réalisée entre la sainte Tradition, la sainte Écriture et le Magistère de l'Église, en une réciprocité telle que les trois ne peuvent pas subsister de manière indépendante.
En outre, il ne faut pas sous-estimer le danger inhérent à la volonté de faire découler la vérité de l'Écriture Sainte de l'application d'une méthodologie unique, oubliant la nécessité d'une exégèse plus large qui permet d'accéder, avec toute l'Église, au sens plénier des textes. Ceux qui se consacrent à l'étude des saintes Écritures doivent toujours avoir présent à l'esprit que les diverses méthodologies herméneutiques ont, elles aussi, à leur base une conception philosophique : il convient de l'examiner avec discernement avant de l'appliquer aux textes sacrés.
D'autres formes de fidéisme latent se reconnaissent au peu de considération accordée à la théologie spéculative, comme aussi au mépris pour la philosophie classique, aux notions desquelles l'intelligence de la foi et les formulations dogmatiques elles-mêmes ont puisé leur terminologie. Le pape Pie XII de vénérée mémoire a mis en garde contre un tel oubli de la tradition philosophique et contre l'abandon des terminologies traditionnelles.
Et de conclure « En définitive, on observe une défiance fréquente envers des assertions globales et absolues, surtout de la part de ceux qui considèrent que la vérité est le résultat du consensus et non de l'adéquation de l'intelligence à la réalité objective. Il est certes compréhensible que, dans un monde où coexistent de nombreuses spécialités, il devienne difficile de reconnaître ce sens plénier et ultime de la vie que la philosophie a traditionnellement recherché. Néanmoins, à la lumière de la foi qui reconnaît en Jésus Christ ce sens ultime, je ne peux pas ne pas encourager les philosophes, chrétiens ou non, à avoir confiance dans les capacités de la raison humaine et à ne pas se fixer des buts trop modestes dans leur réflexion philosophique. La leçon de l'histoire de ce millénaire, que nous sommes sur le point d'achever, témoigne que c'est la voie à suivre : il faut ne pas perdre la passion pour la vérité ultime et l'ardeur pour la recherche, unies à l'audace pour découvrir de nouvelles voies. C'est la foi qui incite la raison à sortir de son isolement et à prendre volontiers des risques pour tout ce qui est beau, bon et vrai. La foi se fait ainsi l'avocat convaincu et convaincant de la raison. »

#### L'intérêt de l'Église pour la philosophie
Jean-Paul II rappelle que, par son encyclique Æterni Patris, le pape Léon XIII a réaffirmé les principes fondamentaux pour un renouveau authentique de la pensée philosophique. Dans ce document consacré entièrement à la philosophie, il a repris et développé l'enseignement du Concile Vatican I sur les rapports entre la foi et la raison. De nombreux éléments contenus dans ce texte n'ont rien perdu de leur intérêt du point de vue tant pratique que pédagogique, en particulier « l'incomparable valeur de la philosophie de saint Thomas » (§ 57).
Les études sur la pensée de saint Thomas et des autres auteurs scolastiques en reçurent un nouvel élan. Les études historiques furent vigoureusement stimulées, avec pour corollaire la redécouverte des richesses de la pensée médiévale, jusqu'alors largement méconnues, et la constitution de nouvelles écoles thomistes. Les théologiens catholiques les plus influents du XXe siècle, à la réflexion et à la recherche desquels le Concile Vatican II doit beaucoup, sont fils de ce renouveau de la philosophie thomiste (§ 58).
Cependant, dans beaucoup d'écoles catholiques, au cours des années qui ont suivi le Concile Vatican II, on a pu remarquer un certain étiolement dû à une estime moindre, non seulement de la philosophie scolastique, mais plus généralement de l'étude même de la philosophie (§ 61).

### Chapitre VII - Exigences et tâches actuelles

#### Les exigences impératives de la parole de Dieu
L'encyclique insiste sur l'importance du fondement dans le développement de la pensée, par rapport à la simple étude des phénomènes. Ce fondement repose sur la métaphysique (§ 83).
Voici un extrait significatif de l'encyclique, le § 83 :
« Je désire seulement déclarer que la réalité et la vérité transcendent le factuel et l'empirique, et je souhaite affirmer la capacité que possède l'homme de connaître cette dimension transcendante et métaphysique d'une manière véridique et certaine, même si elle est imparfaite et analogique. /.../
Un grand défi qui se présente à nous au terme de ce millénaire est de savoir accomplir le passage, aussi nécessaire qu'urgent, du phénomène au fondement. Il n'est pas possible de s'arrêter à la seule expérience ; même quand celle-ci exprime et manifeste l'intériorité de l'homme et sa spiritualité, il faut que la réflexion spéculative atteigne la substance spirituelle et le fondement sur lesquels elle repose. Une pensée philosophique qui refuserait toute ouverture métaphysique serait donc radicalement inadéquate pour remplir une fonction de médiation dans l'intelligence de la Révélation. »
L'encyclique met en garde contre les différents dangers que sont l'éclectisme, l'historicisme, le scientisme, le pragmatisme et le nihilisme (§ 86 à 90).
Elle indique que le positivisme a été discrédité par la critique épistémologique, mais qu'il renaît sous la forme du scientisme.
L'encyclique met surtout en lumière les nouveaux développements de la philosophie.
« l'héritage du savoir et de la sagesse s'est enrichi dans de nombreux domaines :
- l'herméneutique ;
- la logique ;
- la philosophie du langage ;
- l'épistémologie ;
- la philosophie de la nature ;
- l'anthropologie ;
- l'analyse approfondie des modes affectifs de la connaissance ;
- l'approche existentielle de l'analyse de la liberté. » (§ 91)

Elle indique que, selon certains penseurs, nous entrons dans une autre époque, la post-modernité, mais que ce terme peut être ambigu.
Elle mentionne une persistance de mentalité positiviste :
« Il reste toutefois vrai qu'une certaine mentalité positiviste continue à accréditer l'illusion que, grâce aux conquêtes scientifiques et techniques, l'homme, en tant que démiurge, peut parvenir seul à se rendre pleinement maître de son destin. »

## Bref rappel historique
La philosophie d'Aristote a commencé à pénétrer l'occident au Moyen Âge, un peu avant l'an mil (voir Sylvestre II).
Progressivement, on ressentit le besoin de réconcilier le christianisme et la philosophie antique au-delà des auteurs latins et de Platon. Ce fut saint Thomas d'Aquin qui remit en forme la pensée chrétienne à partir de la philosophie d'Aristote, et établit la métaphysique en Occident. La métaphysique subit de profondes évolutions au cours de l'Histoire.
Les découvertes scientifiques qui ont marqué les XVIIe et XVIIIe siècles, notamment ce que l'on a appelé la révolution copernicienne, ont entraîné des bouleversements techniques et sociaux, et fait évoluer le champ de la métaphysique d'une façon telle qu'elle a été rejetée par les idéologies matérialistes et athées au XIXe siècle.
Voir aussi Le Drame de l'humanisme athée du cardinal jésuite Henri de Lubac.

## Travaux récents en philosophie
Depuis le milieu du XIXe siècle ont eu lieu des travaux d'étude de la philosophie de Thomas d'Aquin :
Voir :
- Le thomisme à partir du milieu du XIXe siècle : le néothomisme
- Encyclique Æterni Patris de Léon XIII, 4 août 1879.

Aujourd'hui, les découvertes fondamentales dans les sciences, notamment les recherches en physique quantique, et leurs conséquences dans les techniques et la vie quotidienne, tendent à recadrer la métaphysique vers de nouvelles études sur l'être et son environnement.
On peut citer les travaux menés dans les dernières décennies :
- En métaphysique et en philosophie médiévale : Mgr John F Wippel, (philosophie de saint Thomas d'Aquin)  ;
- En philosophie du langage par la  philosophie analytique ;
- En linguistique : Roman Jakobson et son modèle de communication fondé sur la linguistique, par exemple ;
- En philosophie de l'esprit : Daniel Dennett, par exemple ;
- En philosophie de la nature : Hans Jonas (voir aussi Robert Boyle au XVIe siècle) ;
- En droit naturel : Alain Sériaux.

Certains développements en philosophie des sciences, en particulier les travaux de Claude Tresmontant, ont cherché à réconcilier les questions de foi et de raison (« concordisme »), mais ils paraissent plus éloignés de la métaphysique.
Outre les développements en métaphysique
(métaphysique descriptive), on observe des recherches dans toutes les autres branches de la philosophie :
- Éthique : Paul Ricœur ;
- logique ;
- Épistémologie : Michel Foucault.

### Note
1. ↑  Voir notamment les études philosophiques présentées par Erwin Schrödinger, dans son livre publié en 1961, Ma conception du monde